# RFX5
RFX5‏ (Regulatory factor X5) هوَ بروتين يُشَفر بواسطة جين RFX5 في الإنسان.